# Leichtathletik-Europameisterschaften 1998/Stabhochsprung der Frauen

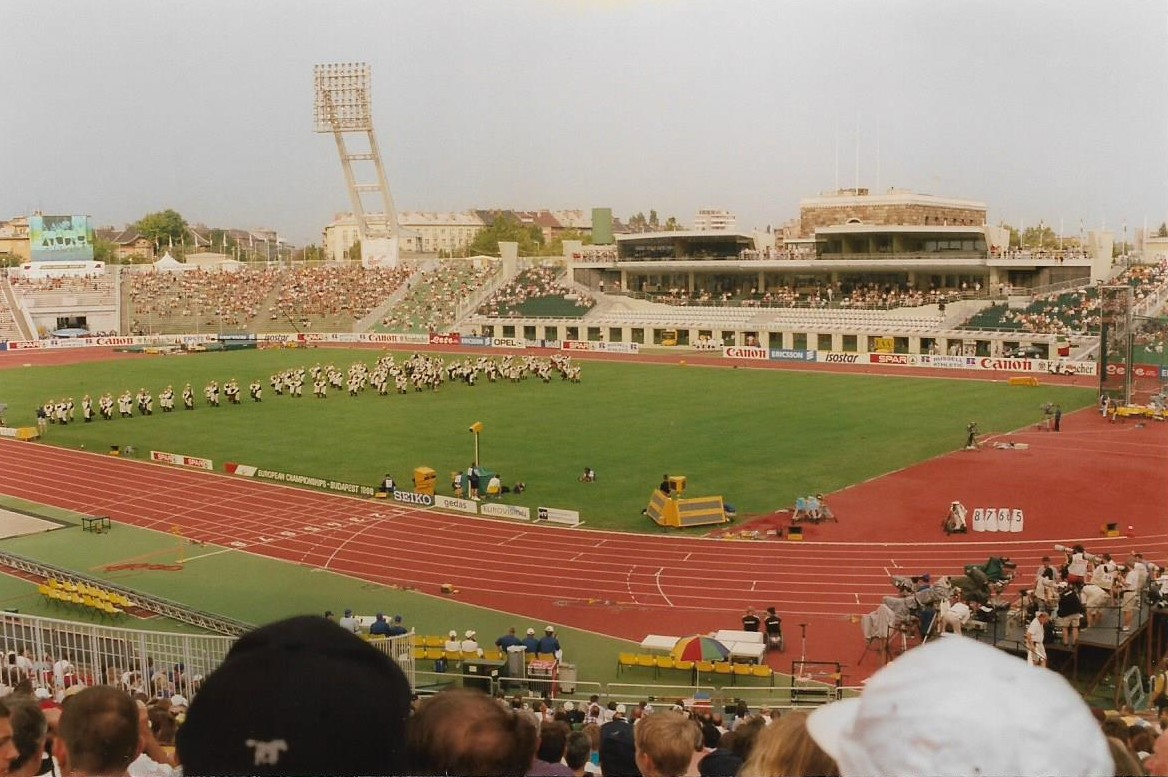
Das Népstadion von Budapest im Jahr 1998

Der Stabhochsprung der Frauen bei den Leichtathletik-Europameisterschaften 1998 wurde am 18. und 21. August 1998 im Népstadion der ungarischen Hauptstadt Budapest ausgetragen.
Der Stabhochsprung stand für Frauen erstmals auf dem Wettbewerbskatalog einer großen internationalen Meisterschaft. Damit war die Angleichung des Frauenprogramms an das der Männer in den Sprungdisziplinen komplett vollzogen.
In diesem Wettbewerb errangen Deutschlands Stabhochspringerinnen mit Silber und Bronze zwei Medaillen. Europameisterin wurde die Ukrainerin Anschela Balachonowa. Silber ging an Nicole Humbert frühere Nicole Rieger, Bronze an Yvonne Buschbaum. Die Bronzemedaillengewinnerin Yvonne Buschbaum hat inzwischen eine Geschlechtsumwandlung vorgenommen und lebt jetzt mit dem Namen Balian Buschbaum.

## Rekorde

### Bestehende Rekorde
| Weltrekord           | 4,59 m                                                    | Emma George                                               | Brisbane, Australien                                      | 21. März 1998                                             |
| Europarekord         | 4,51 m                                                    | Daniela Bártová                                           | Bratislava, Tschechien                                    | 9. Juni 1966                                              |
| Meisterschaftsrekord | Wettbewerb erstmals im Programm von Europameisterschaften | Wettbewerb erstmals im Programm von Europameisterschaften | Wettbewerb erstmals im Programm von Europameisterschaften | Wettbewerb erstmals im Programm von Europameisterschaften |

### Erster Meisterschaftsrekord / Rekordverbesserungen
Nach der Qualifikation hatten fünf Springerinnen einen ersten Meisterschaftsrekord inne. Dieser wurde im Finale neunmal egalisiert Anschließend gab es zwei weitere Steigerungen und vier Egalisierungen. Außerdem gab es vier neue bzw. egalisierte Landesrekorde.
- Erste Meisterschaftsrekorde nach der Qualifikation am 18. August:

| 4,15 m | Zsuzsanna Szabó      | Ungarn  |  | 4,15 m | Vala Flosadóttir | Island      |
| 4,15 m | Monika Pyrek         | Polen   |  | 4,15 m | Nicole Humbert   | Deutschland |
| 4,15 m | Anschela Balachonowa | Ukraine |  |        |                  |             |

- Meisterschaftsrekordegalisierungen / Verbesserungen im Finale am 21. August:

| 4,15 m (Rekordegalisierung) | Anschela Balachonowa | Ukraine     |                             | 4,25 m (neuer Rekord) | Nicole Humbert | Deutschland |
| 4,15 m (Rekordegalisierung) | Gabriela Mihalcea    | Rumänien    | 4,25 m (Rekordegalisierung) | Anschela Balachonowa  | Ukraine        |             |
| 4,15 m (Rekordegalisierung) | Nastja Ryzih         | Deutschland | 4,25 m (Rekordegalisierung) | Yvonne Buschbaum      | Deutschland    |             |
| 4,15 m (Rekordegalisierung) | Monique de Wilt      | Niederlande | 4,31 m (neuer Rekord)       | Anschela Balachonowa  | Ukraine        |             |
| 4,15 m (Rekordegalisierung) | Monika Pyrek         | Polen       | 4,31 m (Rekordegalisierung) | Nicole Humbert        | Deutschland    |             |
| 4,15 m (Rekordegalisierung) | Nicole Humbert       | Deutschland | 4,31 m (Rekordegalisierung) | Yvonne Buschbaum      | Deutschland    |             |
| 4,15 m (Rekordegalisierung) | Zsuzsanna Szabó      | Ungarn      |                             |                       |                |             |
| 4,15 m (Rekordegalisierung) | Vala Flosadóttir     | Island      |                             |                       |                |             |
| 4,15 m (Rekordegalisierung) | Yvonne Buschbaum     | Deutschland |                             |                       |                |             |

- Landesrekorde
  - 4,10 m (Egalisierung) – Monique de Wilt (Niederlande), Qualifikation am 18. August
  - 4,15 m (Verbesserung) – Monika Pyrek (Polen), Qualifikation am 18. August
  - 4,15 m (Egalisierung) – Monika Pyrek (Polen), Finale am 21. August
  - 4,15 m (Verbesserung) – Monique de Wilt (Niederlande), Finale am 21. August

## Doping
In diesem Wettbewerb gab es einen Dopingfall. Der zunächst elftplatzierten Spanierin Dana Cervantes wurde ein Verstoß gegen die Antidopingbestimmungen nachgewiesen. Es erfolgte die Disqualifikation, die nach ihr rangierenden Athletinnen rückten um jeweils einen Platz nach vorne.

## Legende
Kurze Übersicht zur Bedeutung der Symbolik – so üblicherweise auch in sonstigen Veröffentlichungen verwendet:
| WR  | Weltrekord                                   |
| CR  | Championshiprekord                           |
| NR  | Nationaler Rekord                            |
| e   | egalisiert                                   |
| DOP | wegen Dopingvergehens disqualifiziert        |
| DNS | nicht am Start (did not start)               |
| NM  | keine Höhe (no mark)                         |
| ogV | ohne gültigen Versuch                        |
| –   | verzichtet                                   |
| o   | übersprungen                                 |
| ?o  | übersprungen / unbekannt, in welchem Versuch |
| x   | ungültig                                     |

## Qualifikation
18. August 2002
29 Teilnehmerinnen traten in zwei Gruppen zur Qualifikationsrunde an. Die Qualifikationshöhe für den direkten Finaleinzug betrug 4,15 m. Sechs Athletinnen übertrafen diese Marke (hellblau unterlegt). Das aus mindestens zwölf Wettbewerberinnen zu bestehende Finalfeld wurde mit den neun nächstplatzierten Sportlerinnen, die alle bei gleicher Fehlversuchszahl 4,00 m überquert hatten (hellgrün unterlegt), auf fünfzehn Springerinnen aufgefüllt.

### Gruppe A
| Platz | Name                   | Nation         | Resultat (m) | 3,40 m | 3,60 m | 3,80 m | 4,00 m | 4,10 m | 4,15 m |
| 1     | Zsuzsanna Szabó        | Ungarn         | 4,15 CR000   | –      | –      | –      | –      | –      | ?o     |
| 2     | Monika Pyrek           | Polen          | 4,15 CR/NR   | –      | o      | o      | o      | –      | ?o     |
| 3     | Nastja Ryzih           | Deutschland    | 4,10000000   | –      | –      | –      | x      | ?o     |        |
| 4     | Monique de Wilt        | Niederlande    | 4,10 NRe00   | –      | –      | –      | –      | ?o     |        |
| 4     | Francesca Dolcini      | Italien        | 4,10000000   | –      | o      | o      | x      | ?o     |        |
| 6     | Maria del Mar Sánchez  | Spanien        | 4,00000000   | –      | o      | o      | o      |        |        |
| 7     | Caroline Ammel         | Frankreich     | 4,00000000   | –      | o      | xxo    | o      |        |        |
| 8     | Doris Auer             | Österreich     | 4,00000000   | o      | xxo    | o      | xo     |        |        |
| 9     | Daniela Bártová        | Tschechien     | 4,00000000   | –      | –      | –      | xxo    |        |        |
| 9     | Marie Bagger Rasmussen | Dänemark       | 4,00000000   | –      | o      | o      | xxo    |        |        |
| 11    | Thórey Edda Elísdóttir | Island         | 3,80000000   | –      | –      | ?o     |        |        |        |
| 12    | Yeoryía Tsiliggíri     | Griechenland   | 3,80000000   | –      | xo     | xo     |        |        |        |
| 13    | Teja Melink            | Slowenien      | 3,40000000   | ?o     |        |        |        |        |        |
| NM    | Emma Hornby            | Großbritannien | ogV000000    | xxx    |        |        |        |        |        |
| NM    | Jelena Beljakowa       | Russland       | ogV000000    | xxx    |        |        |        |        |        |

### Gruppe B
| Platz | Name                 | Nation         | Resultat (m) | Anmerkung                 | 3,40 m | 3,60 m | 3,80 m | 4,00 m | 4,10 m | 4,15 m |
| 1     | Anschela Balachonowa | Ukraine        | 4,15 CR      |                           | –      | –      | –      | –      | –      | ?o     |
| 2     | Vala Flosadóttir     | Island         | 4,15 CR      |                           | –      | –      | –      | –      | –      | ?o     |
| 3     | Nicole Humbert       | Deutschland    | 4,15 CR      |                           | –      | –      | –      | –      | –      | ?o     |
| 4     | Yvonne Buschbaum     | Deutschland    | 4,10000      |                           | –      | –      | o      | o      |        |        |
| 5     | Gabriela Mihalcea    | Rumänien       | 4,00000      |                           | –      | –      | –      | o      | xxx    |        |
| 5     | Swetlana Abramowa    | Russland       | 4,00000      |                           | –      | –      | –      | o      | xxx    |        |
| 5     | Eszter Szemerédi     | Ungarn         | 4,00000      |                           | –      | –      | o      | o      | xxx    |        |
| 5     | Pavla Hamáčková      | Tschechien     | 4,00000      |                           | –      | –      | o      | o      | xxx    |        |
| 9     | Janine Whitlock      | Großbritannien | 4,00000      |                           | –      | –      | o      | xo     | xxx    |        |
| 9     | Teija Saari          | Finnland       | 4,00000      |                           | –      | o      | o      | xo     | xxx    |        |
| 11    | Anna Wielgus         | Polen          | 4,00000      |                           | xo     | o      | xo     | xoo    | xxx    |        |
| 12    | Tuna Köstem          | Türkei         | 3,80000      |                           | –      | o      | xo     | xxx    |        |        |
| NM    | Amandine Homo        | Frankreich     | ogV000       |                           | xxx    |        |        |        |        |        |
| DOP   | Dana Cervantes       | Spanien        | 4,15000      | für das Finale zugelassen | –      | –      | o      | o      | xo     | ?o     |

## Finale

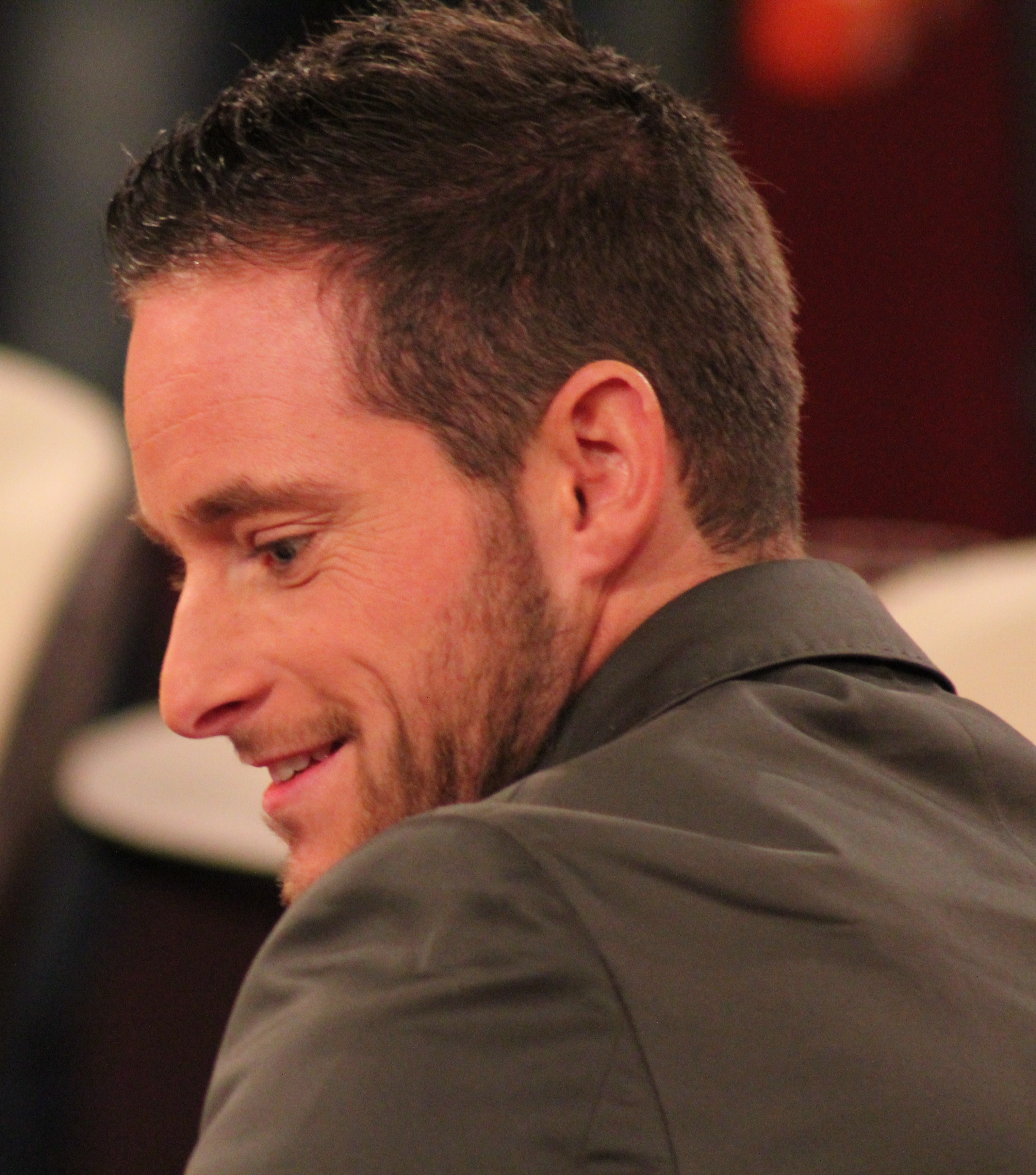
Bronzemedaillengewinnerin Yvonne Buschbaum, inzwischen durch eine Geschlechts-
umwandlung zum Mann namens Balian Buschbaum geworden

21. August 2002
| Platz | Name                  | Nation      | Resultat (m) | 3,95 m | 4,05 m | 4,15 m  | 4,25 m  | 4,31 m  | 4,37 m |
| 1     | Anschela Balachonowa  | Ukraine     | 4,31 CR0     | –      | –      | o CRe   | xo CRe  | xo CR0  | xxx    |
| 2     | Nicole Humbert        | Deutschland | 4,31 CRe     | –      | o      | xo CRe  | o CR0   | xxo CRe | xxx    |
| 3     | Yvonne Buschbaum      | Deutschland | 4,31 CRe     | xxo    | o      | xxo CRe | xo CRe  | xxo CRe | xxx    |
| 4     | Nastja Ryzih          | Deutschland | 4,150000     | –      | o      | o CRe   | xxx0000 |         |        |
| 4     | Gabriela Mihalcea     | Rumänien    | 4,150000     | –      | o      | o CRe   | xxx0000 |         |        |
| 4     | Monique de Wilt       | Niederlande | 4,15 NR0     | o      | o      | o CRe   | xxx0000 |         |        |
| 7     | Monika Pyrek          | Polen       | 4,15 NRe     | o      | xo     | o CRe   | xxx0000 |         |        |
| 8     | Zsuzsanna Szabó       | Ungarn      | 4,150000     | –      | –      | xo CRe  | xxx0000 |         |        |
| 9     | Vala Flosadóttir      | Island      | 4,150000     | –      | xxo    | xo CRe  | xxx0000 |         |        |
| 10    | Maria del Mar Sánchez | Spanien     | 4,050000     | o      | o      | xxx0000 |         |         |        |
| 11    | Eszter Szemerédi      | Ungarn      | 3,950000     | o      | –      | xxx0000 |         |         |        |
| 11    | Pavla Hamáčková       | Tschechien  | 3,950000     | o      | xxx    |         |         |         |        |
| 13    | Francesca Dolcini     | Italien     | 3,950000     | xo     | xxx    |         |         |         |        |
| DNS   | Swetlana Abramowa     | Russland    |              |        |        |         |         |         |        |
| DOP   | Dana Cervantes        | Spanien     | 4,050000     | xo     | o      | xxx0000 |         |         |        |

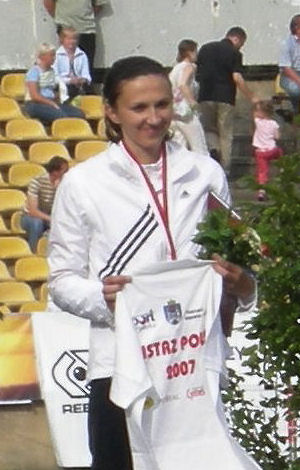
Monika Pyrek erreichte Platz vier – später mehrfache Medaillengewinnerin bei Welt- und Europameisterschaften
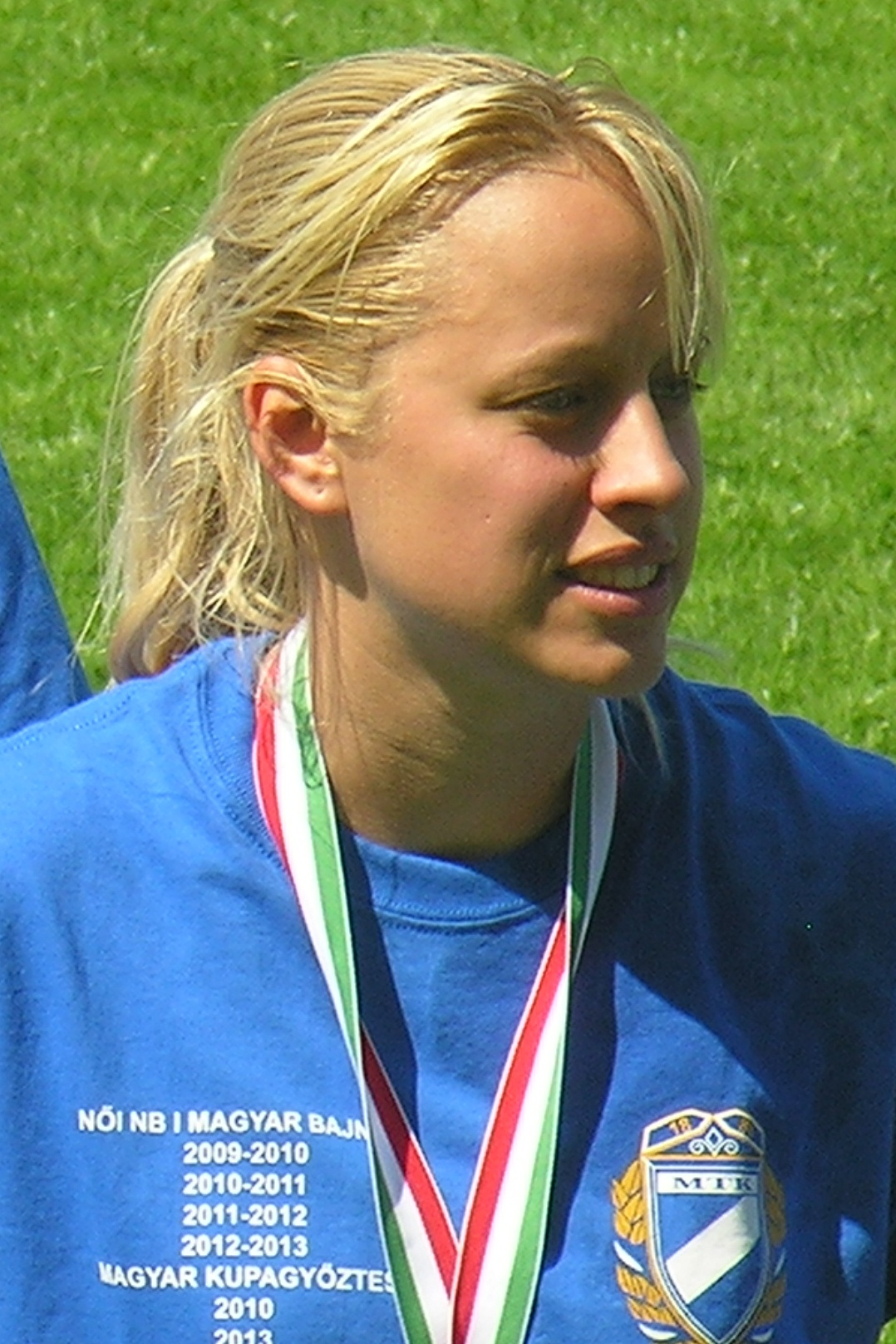
Zsuzsanna Szabó kam auf den achten Platz
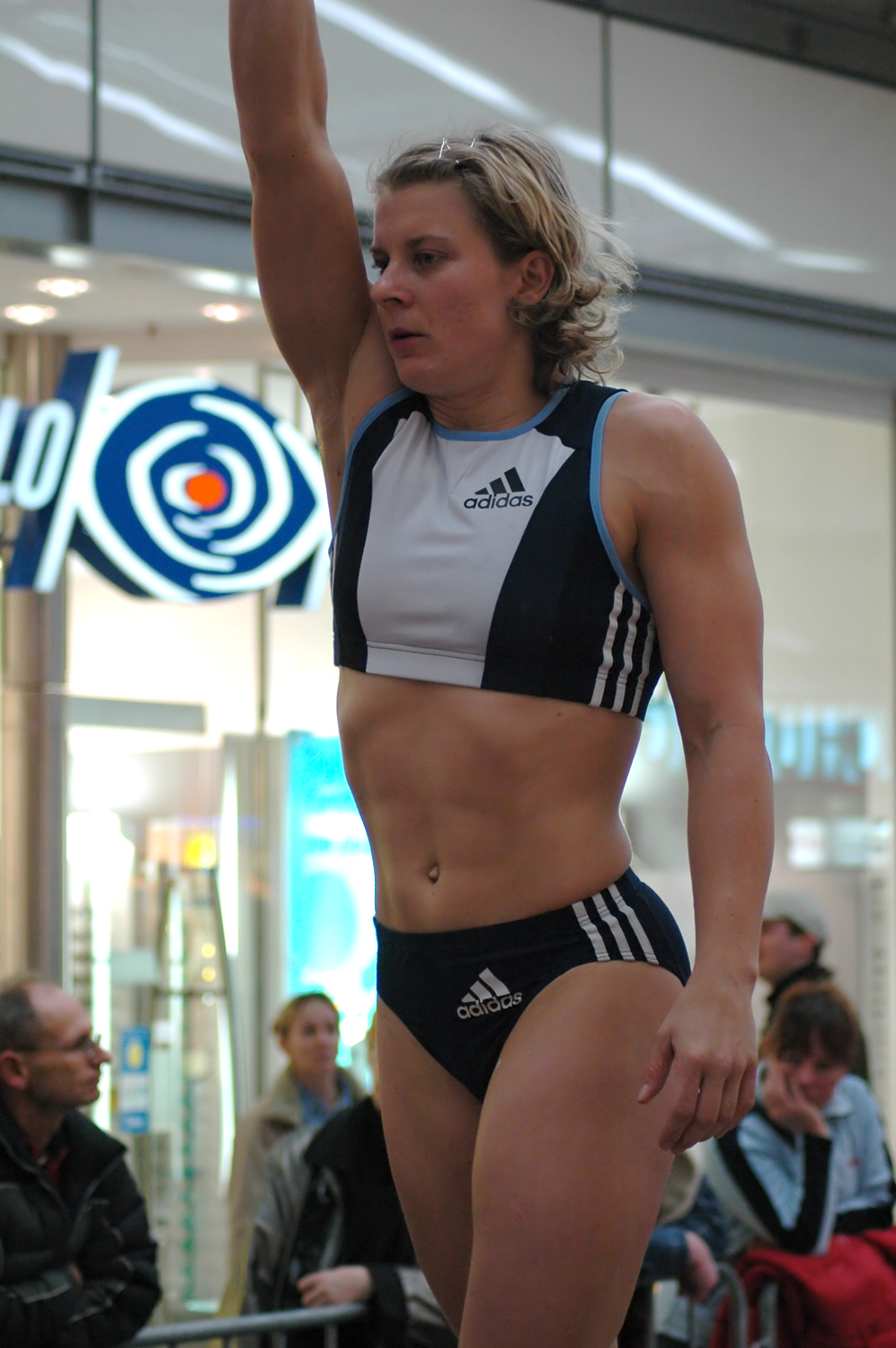
Pavla Hamáčková belegte den geteilten elften Rang

## Videolink
- Anzhela Balakhonova - the European Championships Budapest 1998, youtube.com, abgerufen am 15. Januar 2023